# The Last Warrior 3
The Last Warrior 3 (in russo Последний богатырь: Посланник тьмы, Poslednij bogatyr': Poslannik tʹmy) è un film del 2021 diretto da Dmitrij D'jačenko.

## Trama
Ivan è costretto a lasciare Belogorie a causa del crudele Koschei e ad andare nella moderna Mosca per salvare vasilisa.

## Seguito
Il film, ultimo capitolo della trilogia di The Last Warrior, è il seguito del film del 2017 The Last Warrior e di The Last Warrior: La spada magica del 2021.